# Muara Batun
Muara Batun is een bestuurslaag in het regentschap Ogan Komering Ilir van de provincie Zuid-Sumatra, Indonesië. Muara Batun telt 2938 inwoners (volkstelling 2010).